# Alfabeto polaco
El alfabeto polaco es el alfabeto con el que se escribe la lengua polaca. Está basado en el alfabeto latino pero como la cantidad de fonemas es superior a la cantidad de letras, utiliza signos diacríticos como kreska (línea), gráficamente similar a la tilde aguda (ź, ś), kropka (punto: ż), ogonek (colita: ą, ę) y la barra (ł). Las letras q, v y x si bien se usan para escribir nombres extranjeros.
Sin embargo, antes de la estandarización del idioma polaco, la letra "x" a veces se usaba en lugar de "ks".
El alfabeto polaco, o variaciones de este, se usa también para escribir en casubio, silesio y, hasta cierta medida, las lenguas sorbias.
El código estándar para el alfabeto polaco es el ISO 8859-2 (Latin-2), aunque tanto el ISO-8859-13 como el ISO-8859-16 incluyen sus glifos.

## Letras
El alfabeto polaco consiste de 35 letras: 9 vocales y 26 consonantes.
Muchas de las letras tienen un sonido similar al del español, pero hay algunas excepciones y sonidos que no existen en español. Los casos especiales están resaltados.
| Mayúscula | Minúscula | Nombre polaco  | Valor fonético más común | Equivalente cercano en español u otro idioma |
| --------- | --------- | -------------- | ------------------------ | -------------------------------------------- |
| A         | a         | a              | /ä/                      | papa                                         |
| Ą         | ą         | ą (o nasal)    | /ɔ̃/                      | o nasal como bon en francés                  |
| B         | b         | be             | /b/                      | baño                                         |
| C         | c         | ce             | /t̪͡s̪/                     | ts como en pizza                             |
| Ć         | ć         | cie            | /t͡ɕ/                     | chiste                                       |
| D         | d         | de             | /d̪/                      | dedo                                         |
| E         | e         | e              | /ɛ/                      | ver                                          |
| Ę         | ę         | ę (e nasal)    | /ɛ̃/                      | similar a ã en portugués                     |
| F         | f         | ef             | /f/                      | foca                                         |
| G         | g         | gie            | /ɡ/                      | gato (nunca como en gente)                   |
| H         | h         | ha             | /x/                      | jaula                                        |
| I         | i         | i              | /i/                      | vidrio                                       |
| J         | j         | jot            | /j/                      | tiempo                                       |
| K         | k         | ka             | /k/                      | caro                                         |
| L         | l         | el             | /l/                      | luz                                          |
| Ł         | ł         | eł             | /w/                      | huevo                                        |
| M         | m         | em             | /m/                      | mamá                                         |
| N         | n         | en             | /n̪/                      | nada                                         |
| Ń         | ń         | eń             | /ɲ̟/                      | ñandú                                        |
| O         | o         | o              | /ɔ/                      | solo                                         |
| Ó         | ó         | ó o o z kreską | /u/                      | sucio                                        |
| P         | p         | pe             | /p/                      | piedra                                       |
| Q         | q         | ku             |                          | Nombres extranjeros                          |
| R         | r         | er             | /r/                      | radio                                        |
| S         | s         | es             | /s̪/                      | saber                                        |
| Ś         | ś         | eś             | /ɕ/                      | como en el inglés show                       |
| T         | t         | te             | /t̪/                      | teatro                                       |
| U         | u         | u              | /u/                      | sucio                                        |
| V         | v         | fau            |                          | Nombres extranjeros                          |
| W         | w         | wu             | /v/                      | labiodental como el inglés vine.             |
| X         | x         | iks            |                          | Nombres extranjeros                          |
| Y         | y         | igrek          | /ɘ̟/                      | entre si y tu                                |
| Z         | z         | zet            | /z̪/                      | z zumbante como zebra en inglés              |
| Ź         | ź         | ziet           | /ʑ/                      | como en el francés jour                      |
| Ż         | ż         | żet            | /ʐ/                      | como en francés garage                       |

## Codificación
Para obtener las letras del alfabeto polaco que no se encuentran en el alfabeto español podemos usar los siguientes códigos HTML:
| Mayúsculas | Ą      | Ć      | Ę      | Ł      | Ń      | Ó        | Ś      | Ź      | Ż      |
| HTML       | &#260; | &#262; | &#280; | &#321; | &#323; | &Oacute; | &#346; | &#377; | &#379; |
| Minúsculas | ą      | ć      | ę      | ł      | ń      | ó        | ś      | ź      | ż      |
| HTML       | &#261; | &#263; | &#281; | &#322; | &#324; | &oacute; | &#347; | &#378; | &#380; |